# Pseudister rufulus
Pseudister rufulus är en skalbaggsart som först beskrevs av Lewis 1888.  Pseudister rufulus ingår i släktet Pseudister och familjen stumpbaggar. Inga underarter finns listade i Catalogue of Life.